# Bibliothèque nationale de Chine

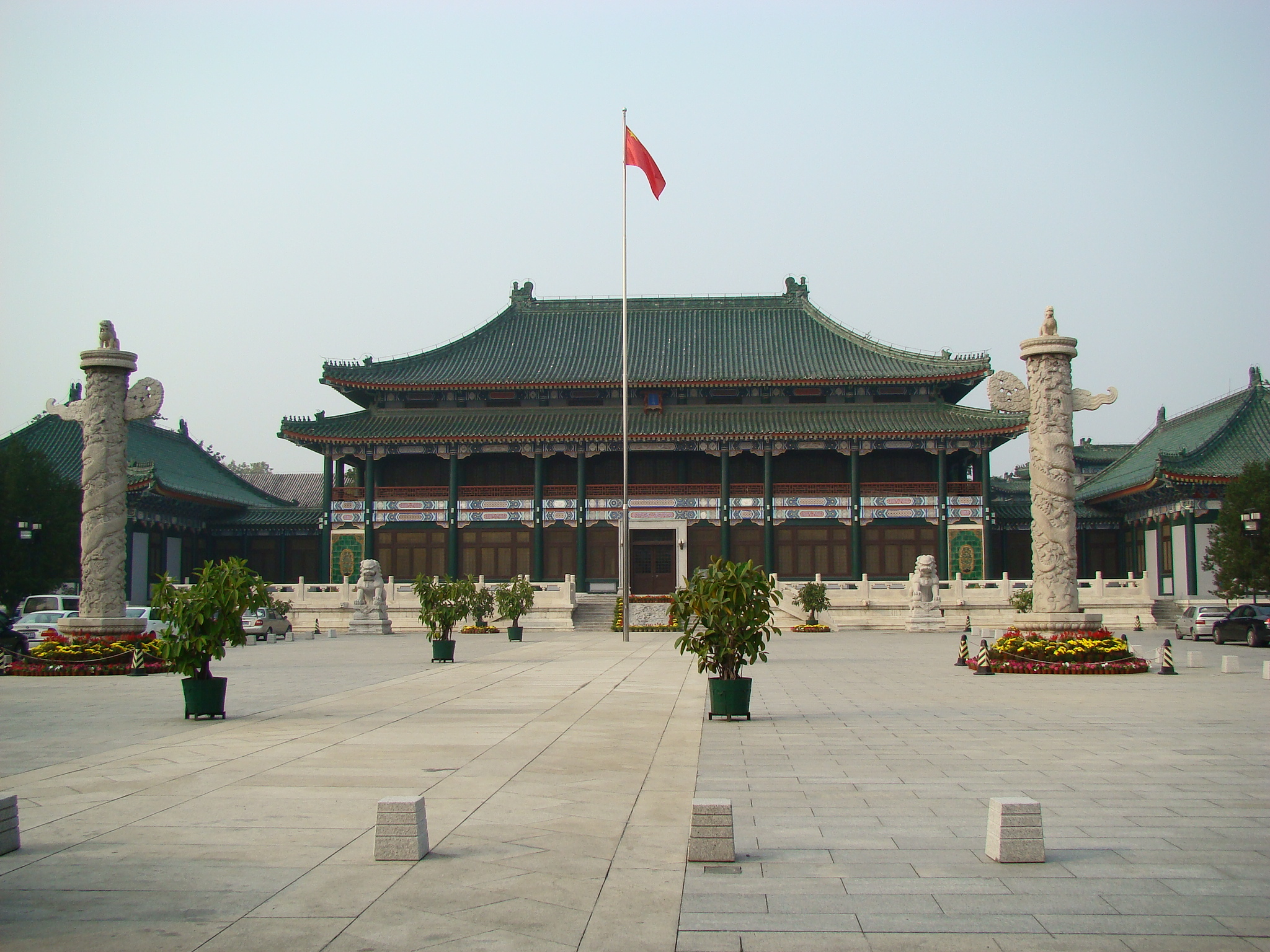
Bibliothèque nationale de Chine

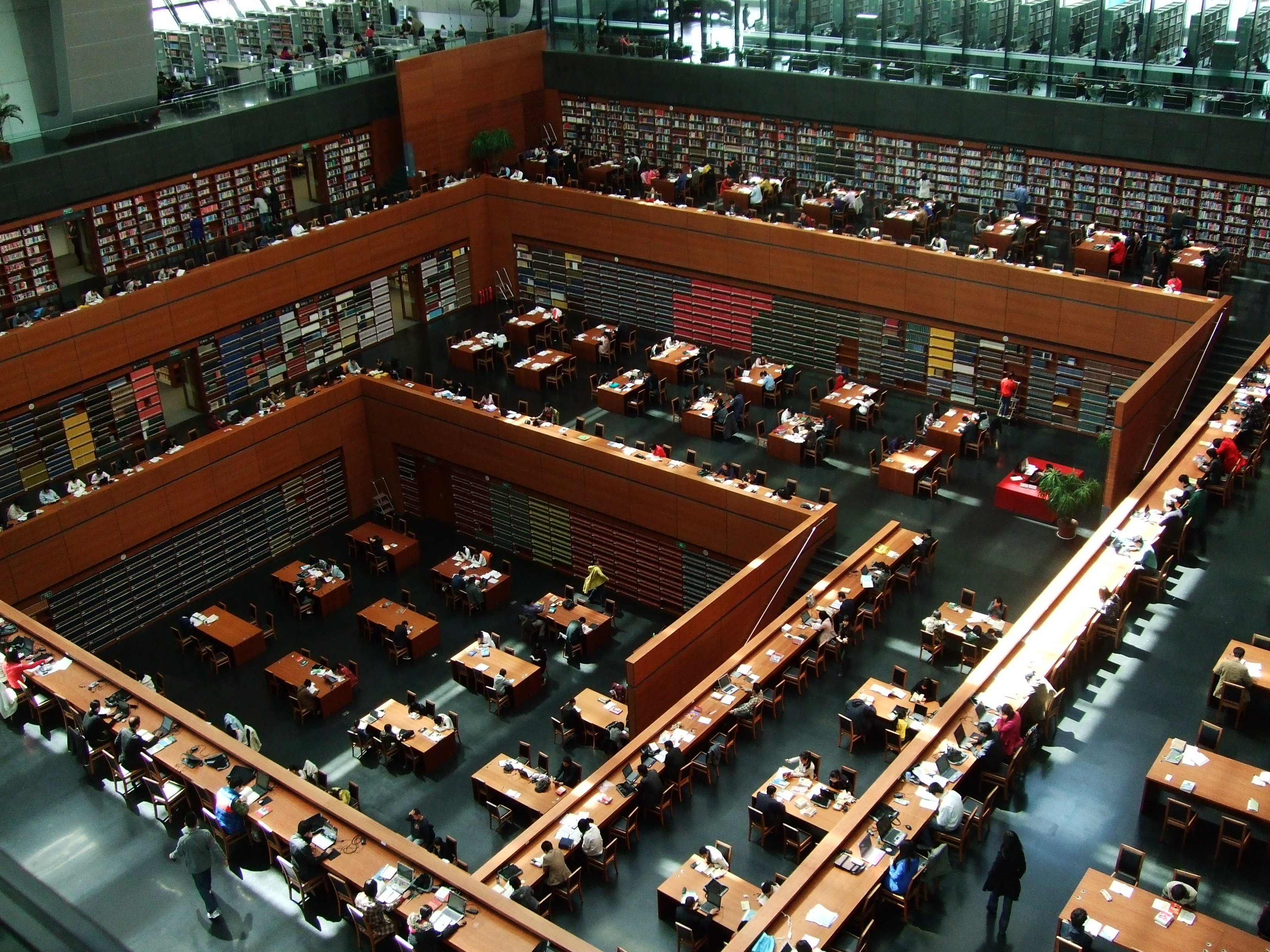
Intérieur de la bibliothèque

La Bibliothèque nationale de Chine (chinois : 中国国家图书馆) est la bibliothèque nationale de la République populaire de Chine. Elle est située au no 33 de la rue Zhongguancun South, dans le district de Haidian, Pékin, Chine. Elle est l'une des plus grandes bibliothèques du monde Elle comprend plus de 41 millions de volumes en date de décembre 2020, dont plus de 400 000 livres rares. Le total des collections se classe au septième rang mondial parmi les bibliothèques nationales, avec la collection de littérature chinoise figurant en tête à l'échelle mondiale et la collection de littérature étrangère occupant la première place en Chine.
La bibliothèque a été fondée le 9 septembre 1909 à Pékin sous le nom de " La Bibliothèque Métropolitaine "(chinois : 京师图书馆; 京師圖書館; Jīngshī Túshūguǎn)  avec l'aide et l'approbation du gouvernement Qing. Le 12 décembre 1998, elle a été renommée Bibliothèque nationale de Chine (BNC),.
La Bibliothèque nationale de Chine et la Bibliothèque nationale de France ont signé un accord de coopération le 29 mars 2007.

## Établissement
La Bibliothèque nationale de Chine se compose de trois bâtiments : le hall des livres anciens dans la rue Wenjin, le secteur sud de la bibliothèque principale et le secteur nord de la bibliothèque principale dans la rue Baishiqiao, formant ainsi une trilogie de bâtiments. Le hall des livres anciens fournit principalement des services pour les livres anciens généraux, des ouvrages en langues étrangères, des documents sur l'histoire locale et la généalogie et des expositions thématiques temporaires ; le secteur sud de la bibliothèque principale fournit des services professionnels pour les documents en langues étrangères, les collections spéciales en chinois et en langues étrangères et les services d'exposition du Musée national des livres canoniques ; et la secteur nord de la bibliothèque principale fournit des services populaires destinés au prêt de documents généraux chinois, de documents électroniques, de ressources audiovisuelles et de services pour les enfants et les jeunes.

## Responsabilités
Les responsabilités principales de la BNC comprennent :
- la collecte et la préservation des publications nationales et étrangères ;
- la coordination nationale des travaux de préservation et de conservation des documents ;
- la fourniture de services d'information et de référence au gouvernement central, aux autorités nationales, aux organisations sociales et au grand public ;
- la recherche sur la théorie des sciences de la bibliothèque et le développement de la bibliothéconomie ;
- l'offre des conseils à d'autres bibliothèques en Chine ;
- l'accomplissement de sa fonction dans les échanges culturels internationaux en participant aux activités de la Fédération internationale des associations et institutions de bibliothécaires (IFLA) et d'autres organisations internationales connexes,
- ainsi que la promotion des échanges et de la coopération avec d'autres bibliothèques en Chine et à l'étranger[7].

## Collection
La Bibliothèque nationale de Chine s'enorgueillit d'un vaste éventail de trésors, comprenant des collections royales remontant à la dynastie des Song du Sud et des collections privées de personnalités notables depuis les dynasties Ming et Qing. Parmi ses objets anciens, les os d'oracle, gravés d'écrits datant de 3 000 ans et découverts dans les ruines de Yin, sont les plus anciens de la collection, elle contient aussi la plus grande collection sur la littérature chinoise et l'histoire du pays, dont plus de 270 000 anciens livres chinois rares et plus de 200 000 atlas chinois anciens et récents. Par exemple, la BNC conserve des fragments des Classiques en pierre de Xiping (chinois 熹平石经).
Les collections de la BNC sont enrichies de pièces inestimables, notamment les manuscrits de Dunhuang, des documents des régions occidentales, des livres anciens rares, des épigraphes, des gravures, des cartes anciennes et des livres dans les langues des minorités ethniques. Le nombre total dépasse les 2 800 000 volumes et pièces. Parmi ces documents, on peut citer les manuscrits de Dunhuang (chinois: 敦煌文献), le Zhaocheng Jin Tripitaka (chinois: 赵城金藏 ) de la dynastie Jin, l'encyclopédie Yongle (chinois: 永乐大典) et Siku Quanshu (chinois: 四库全书), collectivement reconnus comme les quatre collections exceptionnelles du BNC.
En décembre 2017, la collection de la BNC comprend  37 686 187 volumes, articles et objets divers. Sa collection comprend précisément tous les livres publiés en Chine ( y compris 3 090 livres en braille); des livres en langues étrangères; des périodiques; des journaux; des collections spéciales ( livres rares, atlas, photographies, dissertations doctorales chinoises, etc.); des documents visuels et sonores; des publications électroniques.

## Services offerts

### Pour les organismes législatifs de prise de décision du gouvernement central
Fournir un support d'information documentaire et une garantie pour la prise de décision législative du gouvernement central.

### Pour les instituts d'enseignement et de recherche
Fournir des services d'information sur la littérature, des services de référence et un soutien aux activités académiques pour les instituts d'enseignement et de recherche nationaux et étrangers.

### Pour la communauté de la bibliothèque
Assurer la tutelle des bibliothèques à tous les niveaux et la formation professionnelle des bibliothécaires en poste.

### Pour le grand public
Fournir des services d'information sur la littérature et des services d'éducation culturelle au public afin de satisfaire ses besoins d'apprentissage et de recherche.

## Bibliothèque numérique
À partir de 1998, la Bibliothèque nationale de Chine a commencé à mettre en place un projet de mise en œuvre du « Projet de bibliothèque numérique de Chine ». À l'heure actuelle, certains des documents de la collection ont été numérisés et certains d'entre eux ont commencé à fournir des services à la société. En novembre 2001, la deuxième phase du projet de Bibliothèque nationale et le projet de Bibliothèque numérique nationale ont été officiellement approuvés, et la construction de la bibliothèque numérique de la Bibliothèque nationale a été intégrée au dixième plan quinquennal de la Chine et au plan de construction de l'infrastructure du centre d'information industrie. Le 9 septembre 2008, l'ouverture de la Bibliothèque numérique nationale a coïncidé avec l'ouverture de la Bibliothèque numérique mobile à la BNC.
Dès son ouverture, la Bibliothèque nationale de Chine a développé un nouveau modèle de services pour répondre à la demande grandissante en ce qui concerne l’utilisation des technologies numériques. Elle est devenue un véritable centre d’apprentissage pour le développement de connaissances sur l’utilisation du web en offrant des services d’information spécialisés et accessibles à tous. La télévision sur le web, des liseuses électroniques, des zones et du matériel adaptés pour les personnes ayant un handicap visuel et des CD ne sont que quelques-unes des technologies qui sont proposées sur place. L’architecture intègre des éléments représentant le passé, le présent et le futur. Les zones de lecture sont plus nombreuses et plus spacieuses et d’autres endroits dans la bibliothèque servent d’espace d’exposition ou encore de centres d’apprentissages où l'on peut s'adonner à diverses formations.
De nouvelles initiatives telles que l'archivage numérique des messages sur les médias sociaux et la numérisation de la collection de livres anciens de la BNC ont été mises en œuvre pour aider la bibliothèque à s'adapter au nouvel environnement numérique et à accroître l'accessibilité du public. L'ensemble des plus de 200 milliards de messages publics, ainsi que d'énormes quantités d'images, de vlogs et même de commentaires des plus de 400 millions d'utilisateurs actifs de Weibo, seront progressivement archivés à des fins non commerciales. Pour les universitaires, ces données massives constituent en effet une mine riche, tandis que certains expriment des inquiétudes quant à la protection de leurs données personnelles,.

## La Bibliothèque nationale de Chine et le projet des centres culturels chinois
Parmi ses nombreuses responsabilités, la Bibliothèque nationale de Chine a le devoir de développer et entretenir des relations de coopération avec les autres bibliothèques de son pays et à l’étranger dans le but de faire briller la culture et la littérature chinoise partout dans le monde. Pour atteindre cet objectif, elle contribue à l’implantation des centres culturels chinois. Ces centres visent notamment à promouvoir les échanges culturels entre la Chine et les pays participants.  La contribution de la Bibliothèque nationale de Chine dans ce projet se situe surtout dans le développement et la mise en place de services d’information dans les pays participants, notamment l’implantation de bibliothèques offrant de la documentation concernant la Chine (culture, histoire, vie sociale, etc.). Depuis 1980, 20 centres culturels chinois ont été implantés un peu partout dans le monde.

### Projet coopératif
La Bibliothèque nationale de Chine a également réalisé des progrès considérables en matière d'échanges internationaux, en adhérant à de nombreuses associations internationales. Grâce aux échanges et à la collaboration avec des bibliothécaires du monde entier sur les nouvelles technologies de l'information, une grande variété d'activités a été organisée et des accords ont été signés avec des bibliothèques de différentes régions.

#### Projet de coopération sino-australien avec la bibliothèque de l'université nationale d'Australie.
À la fin des années 1990, des progrès significatifs ont été réalisés dans l'échange de bibliothèques entre la Chine et l'Australie, avec des accords signés successivement en 1994, et la Bibliothèque nationale de Chine a accompli des progrès dans la gestion des équipements de réseau grâce à des échanges d'apprentissage au sein de la profession de bibliothécaire australienne. Depuis lors, l'échange de programmes attire encore plus de chercheurs de différents pays.

#### Projet de coopération avec Bureau administratif de la Bibliothèque nationale de Singapour
La Bibliothèque nationale de Chine et la Bibliothèque nationale de Singapour ont signé un accord de coopération à la fin des années 1990 afin de partager leurs ressources et de renforcer leur coopération. Les projets spécifiques comprennent des échanges de personnel, l'acquisition de matériel et des services d'information sur les réseaux informatiques. Ces échanges ont permis à la Bibliothèque nationale de Chine de bénéficier d'une expertise dans la mise en place d'un réseau de bibliothèques à Singapour.

#### Accord de coopération avec la Bibliothèque nationale de France

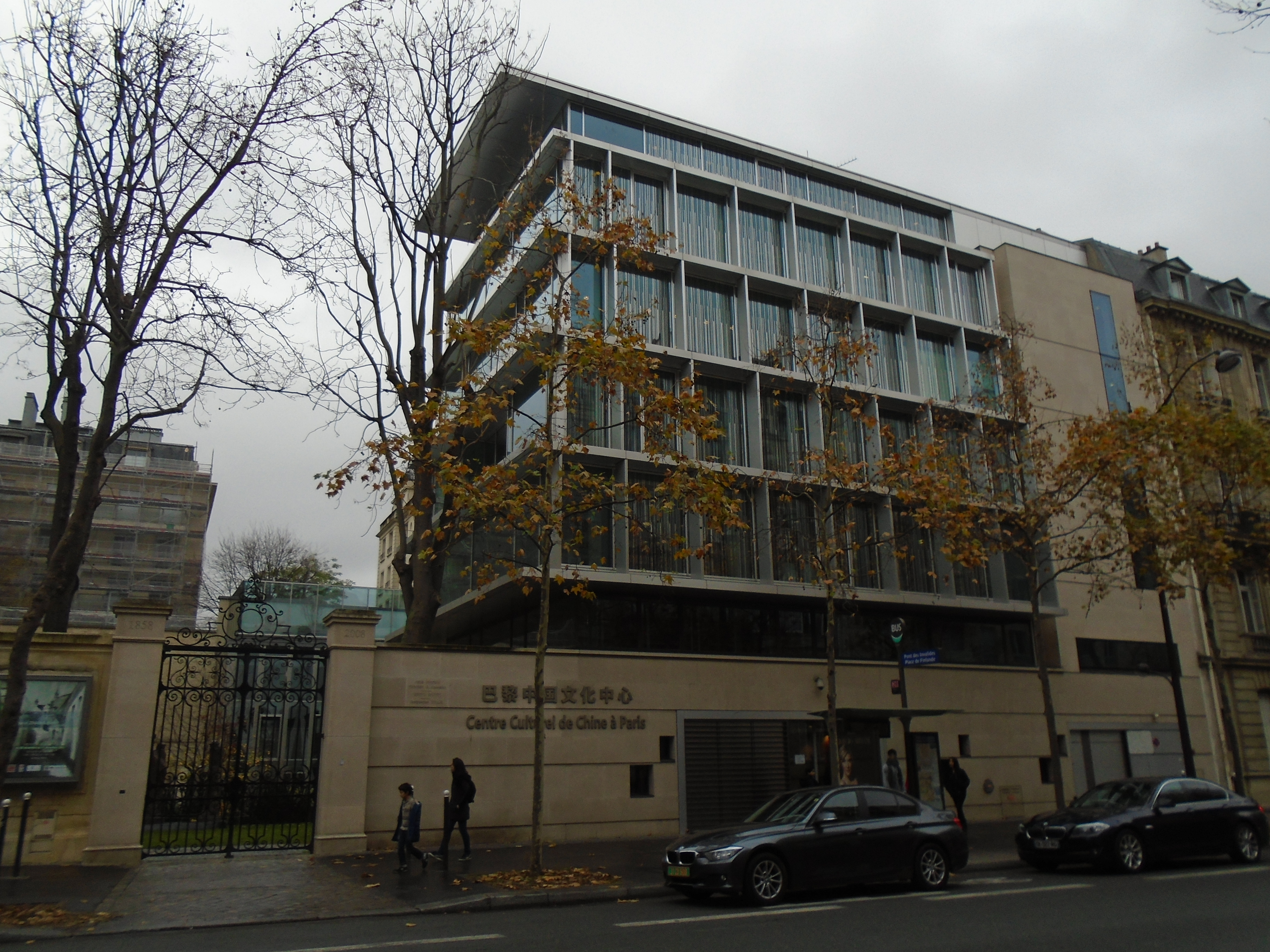
Centre culturel chinois à Paris, France

Le 29 mars 2007, la Bibliothèque nationale de Chine a signé un accord de coopération avec la Bibliothèque nationale de France pour fin d'échanges documentaires et professionnels. Un des résultats de cette coopération est le lancement du Bibliothèque numérique France-Chine en 2017. Il s'agit de la quatrième bibliothèque de la collection numérique « Patrimoines partagés »,. La plateforme Bibliothèque numérique France-Chine offre l'accès à plus de 7000 documents issus de la collection sinologique sélectionnés par la BnF et la BnC. Ce projet est une collaboration entre la Bibliothèque nationale de France, la Bibliothèque nationale de Chine, la Bibliothèque municipale de Lyon (possédant une collection très riche en ouvrages chinois) et la Bibliothèque Diplomatique Numérique (accessible gratuitement en France et regroupant de nombreux documents numérisés d’intérêt patrimonial),.

#### Accord de coopération avec les bibliothèques de l'université de Columbia
À l'occasion du 100e anniversaire de la création de la Bibliothèque nationale de Chine, un accord a été signé entre la Bibliothèque nationale de Chine et la Bibliothèque de l'Université de Columbia aux États-Unis. Cet accord vise à améliorer la compréhension entre les deux pays en ce qui concerne la profession de bibliothécaire, à renforcer la coopération entre les deux organisations et à ouvrir des possibilités d'échanges de personnel et d'apprentissage à l'avenir.